# Ignác Cornova
Ignác Cornova (ur. 25 lipca 1740 w Pradze, zm. 25 lipca 1822 tamże) – czeski jezuita, historyk, poeta, pedagog, członek loży masońskiej.
Kształcił się w akademickim gimnazjum w Clementinum od roku szkolnego 1756/1757, stamtąd przeniósł się do Březnic, gdzie uczył się w roku szkolnym 1759/1760. W latach 1760–1764 studiował w Ołomuńcu filozofię, teologię i językoznawstwo.
Od 1762 uczył w gimnazjum jezuickim w Brnie, w latach 1771–1772 w Chomutovie, a w roku szkolnym 1772/1773 w Klatovach. W 1784 roku wrócił do Pragi, gdzie uczył w gimnazjum akademickim, a także do 1795 roku wykładał historię powszechną na Uniwersytecie Karola-Ferdynanda. Jako sympatykowi rewolucji francuskiej i prądów oświeceniowych, został objęty zakazem wykładów. Odtąd skupił się na badaniach naukowych i prywatnych wykładach. W 1776 roku został przyjęty do loży masońskiej "U tří korunovaných sloupů" (Pod trzema koronowanymi filarami).
Był członkiem założycielem Królewskiego Czeskiego Towarzystwa Naukowego.
Tworzył głównie prace historyczne oraz zajmował się tłumaczeniami z łaciny i francuskiego. Napisał pierwszą monografię Bohuslava Hasištejnskiego z Lobkowicz. Był także autorem podręczników do liceum.